# Alfadjur
|  | Wiktionary har en ordboksartikel om alfadjur. |

Alfadjur är begrepp för dominerande individer av en djurflock av han- eller honkön. Begreppet är mest känt via den manliga varianten alfahane (även stavat alfahanne), men även alfahona förekommer som gruppledare.
En alfahane är högst i rang. Djur under den rangen kämpar oftast för att försöka få ledaren på fall och ta hans plats, ifall denne lett flocken dåligt.

## Olika djurarter

### Hjortdjur
Bland sociala däggdjur är många hjortdjur kända för sin förekomst av alfahanar. Under brunsttiden är hjorttjurarnas horn viktiga vapen för att bestämma rangen mellan tjurarna.

### Vargar
Vargflockar utgörs vanligen av en familj vargar bestående av föräldrarna och deras ungar. Föräldrarna leder flocken och fördelar resurser som mat. Det ledande paret - föräldrarna - kan i vissa sammanhang benämnas som alfahannen, respektive alfahonan, vilket dock inte medför någon ytterligare information utöver att de är föräldrar till resten av flocken. Vargforskaren L. David Mech menar att relationen mellan vargföräldrar och deras ungar präglas av en normal dominans som återfinns mellan föräldrar och barn oavsett art. Dominansen består exempelvis i att ledarparet fördelar och begränsar tillgången till mat, till exempel att valpar får företräde till mat framför äldre ungar när det råder brist på föda.
Det är föräldraparet, det vill säga hanen och honan, som leder gruppen som förutom de själva består av deras valpar i olika åldrar. De valpar som blir könsmogna lämnar normalt gruppen och ingen rangordning sker. 
Den felaktiga termen hos vargar kommer från studier på vargar i fångenskap som inte kan gruppera sig normalt som de vilda vargarna. David L. Mech som ledde dessa studier har sedan dementerat detta och uttryckligen sagt att alfatermen inte skall användas för arten varg.

### Primater
Hos många primater är alfahanar del av den sociala dynamiken. Detta gäller bland annat hos gorillor, där en "silverrygg" (äldre och dominant alfahane) har förtur i parningen med gruppens honor. Även hos schimpanser leds gruppen av en alfahane, liksom hos bonoboer.

### Människor
Sociala rangordningar av liknande slag diskuteras ofta angående arten människa. Det anses inom vetenskapen numera att den sociala rangordningen skapas genom en kombination av fysisk dominans och prestige (baserat på talanger och kunskap). Hierarkiska relationer baserad endast på dominans är relativt sett mindre stabila hos människan. Vissa forskare pekar på att det ofta är graden av social dominans som likställs med begrepp som alfahanne eller alfakvinna hos människor.
Graden av social dominans och hur människor uppfattar sin egen sociala position har visat sig bland annat bero på längd, röstläge och ansikte, särskilt bland män. Män som är längre och har ett lägre röstläge korrelerar positivt med hur attraktiv en person upplevs. Vissa ansiktsproportioner har visat korrelation med starkt immunförsvar och rikedom, samtidigt som det också korrelerar med grad av våldsamhet och hur man utnyttjar andra människor, något som kan avgöra självuppskattad makt och framgång.
Mänskliga sociala relationer är komplexa och människor ingår normalt i flera olika sociala grupper, där en persons status eller position i en hierarki kan variera från sammanhang till sammanhang. Troligen har det funnits någon form av alfahanne under den mänskliga evolutionshistorien, åtminstone för 7 miljoner år sedan när människans och schimpansernas gemensamma förfader levde. Under tiden sedan evolutionslinjerna delade sig har fenomenet alfahanne försvunnit hos människor.